# نادي اسبورتيفو نوفا اسبيرانزا
نادي اسبورتيفو نوفا اسبيرانزا (بالإسبانية: Clube Esportivo Nova Esperança)‏ نادي كرة قدم برازيلي . تم تأسيس النادي في سنة 1999. تم حلّ النادي في عام 2018.